# Portugal au Concours Eurovision de la chanson 2018
Le Portugal est l'un des quarante-trois pays participants du Concours Eurovision de la chanson 2018. Il en est également le pays hôte et organisateur, cette édition se déroulant à Lisbonne à la suite de la victoire de Salvador Sobral lors de l'édition 2017.  Le pays sera représenté par Cláudia Pascoal et sa chanson O Jardim, sélectionnées via le Festival da Canção 2018. Le pays se classe en 26e et dernière place à domicile, ne recevant que 39 points.

## Sélection
Le pays a annoncé sa participation le 7 mars 2017. Lors d'une interview, Daniel Deusdado a, à cette date, annoncé que le diffuseur participerait en 2018, confirmant par la même occasion que la sélection se fera via le Festival da Canção 2018.

### Format
L'émission de sélection, la Festival da Canção 2018, sera constituée de deux demi-finales, qui se dérouleront les 18 et 25 février 2018, et d'une finale, qui aura lieu le 4 mars 2018.
Treize artistes concourront dans chaque demi-finale, et à l'issue de chacune, sept d'entre eux se qualifieront pour la finale. Il y aura donc quatorze finalistes. Le système de vote est identique à celui utilisé à l'Eurovision :  il s'agit d'un vote combinant pour moitié les votes d'un jury d'expert et pour l'autre moitié le télévote. Le jury, tout comme le public attribue 12 points à sa chanson favorite, 10 points pour la deuxième, puis de 8 à 1 points pour les suivantes. En cas d'égalité, le télévote prévaut.

### Chansons et compositeurs
Initialement, vingt compositeurs étaient prévus comme participants, et ainsi, vingt chansons. Le diffuseur a par la suite augmenté ce nombre à vingt-six compositeurs, augmentant par là même le nombre de chansons participantes.
Parmi ces compositeurs, vingt-deux ont été invités par le diffuseur RTP ; un a été invité par Salvador Sobral ; un a été choisi lors du programme Master Class sur la radio Antena 1 et deux ont été sélectionnés via un appel à candidatures public.
| Artiste           | Chanson                               | Compositeurs (c) & auteur (a)                                              | Selection                  |
| ----------------- | ------------------------------------- | -------------------------------------------------------------------------- | -------------------------- |
| Susana Travassos  | A mensageira                          | Aline Frazão                                                               | Invité par RTP             |
| Lili              | O vôo das cegonhas                    | Armando Teixeira (c), Lili (a)                                             | Invité par RTP             |
| Joana Espadinha   | Zero a zero                           | Benjamim                                                                   | Invité par RTP             |
| Sequin            | All over again                        | Bruno Cardoso                                                              | Invité par RTP             |
| Tamin             | Sobre nós                             | Capicua (c & a), Luís Montenegro (c), João Rodrigues (c), Sérgio Alves (c) | Invité par RTP             |
| Daniela Onis      | Para lá do rio                        | Daniela Onis                                                               | Gagnant de Master Class    |
| Peu Madureira     | Só por ela                            | Diogo Clemente                                                             | Invité par RTP             |
| Diogo Piçarra     | Canção do fim                         | Diogo Piçarra                                                              | Invité par RTP             |
| David Pessoa      | Amor veloz                            | Francisco Rebelo (c), Márcio Silva (a)                                     | Invité par RTP             |
| Anabela           | Para te dar abrigo                    | Fernando Tordo (c), Tiago Torres da Silva (a)                              | Invité par RTP             |
| Cláudia Pascoal   | O jardim                              | Isaura                                                                     | Invité par RTP             |
| Janeiro           | (sem título)                          | Janeiro                                                                    | Invité par Salvador Sobral |
| Rita Ruivo        | Anda daí                              | João Afonso (c), José Moz Carrapa (a)                                      | Invité par RTP             |
| Rui David         | Sem medo                              | Jorge Palma                                                                | Invité par RTP             |
| José Cid          | O som da guitarra é a alma de um povo | José Cid                                                                   | Invité par RTP             |
| JP Simões         | Alvoroço                              | JP Simões                                                                  | Invité par RTP             |
| Catarina Miranda  | Para sorrir eu não preciso de nada    | Júlio Resende (c), Camila Ferraro (a)                                      | Invité par RTP             |
| Beatriz Pessoa    | Eu te amo                             | Mallu Magalhães                                                            | Invité par RTP             |
| Dora Fidalgo      | Arco-íris                             | Miguel Ângelo                                                              | Invité par RTP             |
| Joana Barra Vaz   | Anda estragar-me os planos            | Francisca Cortesão (c & a), Afonso Cabral (c & a)                          | Invité par RTP             |
| Bruno Vasconcelos | Austrália                             | Nuno Rafael (c), Samuel Úria (a)                                           | Invité par RTP             |
| Minni & Rhayra    | Patati patata"                        | Paulo Flores                                                               | Invité par RTP             |
| Maria Amaral      | A mesma canção                        | Paulo Praça (c), Nuno Miguel Guedes (a)                                    | Invité par RTP             |
| Peter Serrado     | Sunset                                | Peter Serrado                                                              | Sélection publique         |
| Rita Dias         | Com gosto amigo                       | Rita Dias (c & a), Filipe Almeida (c)                                      | Sélection publique         |
| Maria Inês Paris  | Bandeira azul                         | Tito Paris (c), Pierre Aderne (a)                                          | Invité par RTP             |

### Première demi-finale
| Ordre | Artiste           | Chanson                               | Jury | Télévote | Total | Place |
| ----- | ----------------- | ------------------------------------- | ---- | -------- | ----- | ----- |
| 1     | Bruno Vasconcelos | Austrália                             | 0    | 0        | 0     | 13    |
| 2     | Rui David         | Sem medo                              | 2    | 5        | 7     | 7     |
| 3     | Beatriz Pessoa    | Eu te amo                             | 4    | 0        | 4     | 11    |
| 4     | Anabela           | Para te dar abrigo                    | 3    | 10       | 13    | 4     |
| 5     | Catarina Miranda  | Para sorrir eu não preciso de nada    | 8    | 8        | 16    | 3     |
| 6     | Joana Espadinha   | Zero a zero                           | 5    | 2        | 7     | 6     |
| 7     | Janeiro           | Oficialmente (sem título)             | 12   | 4        | 16    | 2     |
| 8     | José Cid          | O som da guitarra é a alma de um povo | 1    | 6        | 7     | 8     |
| 9     | Joana Barra Vaz   | Anda estragar-me os planos            | 7    | 1        | 8     | 5     |
| 10    | Peu Madureira     | Só por ela                            | 10   | 12       | 22    | 1     |
| 11    | Rita Dias         | Com gosto amigo                       | 0    | 3        | 3     | 12    |
| 12    | JP Simões         | Alvoroço                              | 6    | 0        | 6     | 10    |
| 13    | Maria Amaral      | A mesma canção                        | 0    | 7        | 7     | 9     |

### Deuxième demi-finale
Diogo Piçarra, arrivé premier lors de cette demi-finale se retire deux jours après, à la suite d'accusations de plagiat. Susanna Travassos prend sa place lors de la finale.
- Qualifiés
- Retrait

| Ordre | Artiste          | Chanson            | Jury | Télévote | Total | Place |
| ----- | ---------------- | ------------------ | ---- | -------- | ----- | ----- |
| 1     | Maria Inês Paris | Bandeira azul      | 7    | 5        | 12    | 3     |
| 2     | Dora Fidalgo     | Arco-íris          | 0    | 0        | 0     | 12    |
| 3     | Sequin           | All Over Again     | 0    | 0        | 0     | 12    |
| 4     | Diogo Piçarra    | Canção do fim      | 12   | 12       | 24    | 1     |
| 5     | David Pessoa     | Amor veloz         | 5    | 4        | 9     | 6     |
| 6     | Tamin            | Sobre nós          | 6    | 2        | 8     | 9     |
| 7     | Cláudia Pascoal  | O jardim           | 10   | 10       | 20    | 2     |
| 8     | Minnie & Rhayra  | Patati patata      | 4    | 6        | 10    | 4     |
| 9     | Rita Ruivo       | Anda daí           | 0    | 1        | 1     | 11    |
| 10    | Susana Travassos | A mensageira       | 8    | 0        | 8     | 8     |
| 11    | Lili             | O vôo das cegonhas | 3    | 7        | 10    | 5     |
| 12    | Daniela Onis     | Para lá do rio     | 2    | 3        | 5     | 10    |
| 13    | Peter Serrado    | Sunset             | 1    | 8        | 9     | 7     |

### Finale
| Ordre | Artiste          | Chanson                            | Jury | Télévote | Total | Place |
| ----- | ---------------- | ---------------------------------- | ---- | -------- | ----- | ----- |
| 1     | Rui David        | Sem medo                           | 4    | 4        | 8     | 5     |
| 2     | Susana Travassos | A mensageira                       | 4    | 0        | 4     | 10    |
| 3     | Peter Serrado    | Sunset                             | 0    | 3        | 3     | 11    |
| 4     | Joana Espadinha  | Zero a zero                        | 5    | 0        | 5     | 9     |
| 5     | Lili             | O vôo das cegonhas                 | 1    | 5        | 6     | 8     |
| 6     | Catarina Miranda | Para sorrir eu não preciso de nada | 12   | 10       | 22    | 2     |
| 7     | Joana Barra Vaz  | Anda estragar-me os planos         | 7    | 0        | 7     | 7     |
| 8     | David Pessoa     | Amor veloz                         | 0    | 0        | 0     | 14    |
| 9     | Minnie & Rhayra  | Patati patata                      | 0    | 2        | 2     | 13    |
| 10    | Janeiro          | (sem título)                       | 6    | 6        | 12    | 4     |
| 11    | Maria Inês Paris | Bandeira azul                      | 2    | 1        | 3     | 12    |
| 12    | Anabela          | Para te dar abrigo                 | 0    | 7        | 7     | 6     |
| 13    | Cláudia Pascoal  | O jardim                           | 10   | 12       | 22    | 1     |
| 14    | Peu Madureira    | Só por ela                         | 8    | 8        | 16    | 3     |

## À l'Eurovision
En tant que pays hôte, le Portugal est directement qualifié pour la finale du 12 mai 2018. Il s'y classe 26e et dernier, ne recevant que 39 points. C'est la troisième fois dans l'histoire du Concours que le pays hôte — et vainqueur de l'année précédente — termine en dernière place.